# Municipio de Hunters Mill
El municipio de Hunters Mill (en inglés: Hunters Mill Township) es un municipio ubicado en el  condado de Gates en el estado estadounidense de Carolina del Norte. En el año 2000 tenía una población de 1.301 habitantes.

## Geografía
El municipio de Hunters Mill se encuentra ubicado en las coordenadas 36°23′45.7″N 76°35′58.35″O / 36.396028, -76.5995417.